# Баракшин
Баракшин —  урочище в Тулунском районе  
Иркутской области. Входит в состав Кирейского 
муниципального образования.

## География
Располагается в 95 км от райцентра.

## История
Населённый пункт был основан в 1910 году переселенцами из Украины. Согласно 
переписи населения 1926 года в населённом пункте 
насчитывалось 31 хозяйство, проживали 159 человек (83 мужчины и 76 женщин). На топографической карте Генштаба СССР 1984 года посёлок 
Баракшин отмечен как нежилой. 9 сентября 2003 года на базе населённого 
пункта Баракшин в здании бывшей школы был открыт Баракшинский психоневрологический дом- 
интернат  людей на 101 место.

## Внутреннее деление
Список улиц:
- Баракшинская
- Интернатская
- Речная
- Таёжная